# Persone di cognome Bell
| Questa pagina contiene informazioni ricavate automaticamente dalle voci biografiche con l'ausilio del template Bio e di un bot. L'aggiornamento è periodico e automatico e ricostruisce completamente la pagina. Se manca una persona in questa lista, sei pregato di non aggiungerla, ma accertati piuttosto che la sua voce biografica contenga il template Bio e che i dati anagrafici siano correttamente compilati. Se il template Bio manca, inseriscilo tu stesso o, in alternativa, metti l'avviso {{tmp\|Bio}} che ne segnala la mancanza. Se i dati riportati sono sbagliati, correggi direttamente la voce biografica; le modifiche saranno visibili in questa lista entro pochi giorni. Per chiarimenti vedi il progetto antroponimi. La lista contiene solo le 164 persone che sono citate nell'enciclopedia e per le quali è stato implementato correttamente il template Bio. Pagina aggiornata al 7 ago 2025. |

Questa è una lista di persone presenti nell'enciclopedia che hanno il cognome Bell, suddivise per attività principale.

## Allenatori di calcio(3)
- Colin Bell, allenatore di calcio e ex calciatore inglese (Leicester, n. 1961)
- David Bell, allenatore di calcio e ex calciatore irlandese (Wellingborough, n. 1984)
- Willie Bell, allenatore di calcio e calciatore scozzese (Johnstone, n. 1937 - Leeds, † 2023)

## Allenatori di football americano(1)
- Bert Bell, allenatore di football americano e dirigente sportivo statunitense (Filadelfia, n. 1895 - Filadelfia, † 1959)

## Arabisti(1)
- Richard Bell, arabista britannico (Edimburgo, n. 1876 - Edimburgo, † 1952)

## Archeologhe(1)
- Gertrude Bell, archeologa, scrittrice e esploratrice britannica (Washington Hall, n. 1868 - Baghdad, † 1926)

## Artiste(1)
- Deborah Bell, artista sudafricana (Johannesburg, n. 1957)

## Assassine seriali(1)
- Mary Bell, serial killer britannica (Newcastle upon Tyne, n. 1957)

## Astisti(1)
- Earl Bell, ex astista e allenatore di atletica leggera statunitense (Ancón, n. 1955)

## Astronomi(1)
- Graham E. Bell, astronomo statunitense

## Attori(10)
- Drake Bell, attore, cantautore e musicista statunitense (Santa Ana, n. 1986)
- Marshall Bell, attore statunitense (Tulsa, n. 1942)
- Coby Bell, attore statunitense (Orange County, n. 1975)
- Drew Tyler Bell, attore statunitense (n. 1986)
- Gaston Bell, attore e cantante statunitense (Boston, n. 1877 - Woodstock, † 1963)
- James Bell, attore statunitense (Suffolk, n. 1891 - Kents Store, † 1973)
- Jamie Bell, attore e ex ballerino britannico (Billingham, n. 1986)
- Nicholas Bell, attore britannico (Huddersfield, n. 1958)
- Rex Bell, attore e politico statunitense (Chicago, n. 1903 - Las Vegas, † 1962)
- Spencer Bell, attore statunitense (Lexington, n. 1887 - Los Angeles, † 1935)

## Attori teatrali(1)
- Digby Bell, attore teatrale statunitense (Milwaukee, n. 1849 - New York, † 1917)

## Attrici(8)
- Ashley Bell, attrice statunitense (Santa Monica, n. 1986)
- Catherine Bell, attrice e ex modella britannica (Londra, n. 1968)
- Emma Bell, attrice statunitense (Woodstown, n. 1986)
- Jeannie Bell, attrice e modella statunitense (St. Louis, n. 1943)
- Kate Bell, attrice australiana (Armidale, n. 1983)
- Kristen Bell, attrice, comica e cantante statunitense (Huntington Woods, n. 1980)
- Lauralee Bell, attrice statunitense (Chicago, n. 1968)
- Zoë Bell, attrice e stuntwoman neozelandese (Auckland, n. 1978)

## Aviatori(2)
- Charles Gordon Bell, aviatore britannico (n. 1889 - Vélizy-Villacoublay, † 1918)
- Hilliard Brooke Bell, aviatore canadese (Chatham-Kent, n. 1897 - Toronto, † 1960)

## Batteristi(1)
- Marky Ramone, batterista statunitense (New York, n. 1956)

## Calciatori(18)
- Albert Bell, calciatore inglese
- Albert Bell, calciatore samoano (n. 1992)
- Alex Bell, calciatore scozzese (Città del Capo, n. 1881 - Chorlton-cum-Hardy, † 1934)
- Amari'i Bell, calciatore giamaicano (Burton upon Trent, n. 1994)
- Arthur Bell, calciatore inglese (Burnley, n. 1882 - Cheadle, † 1923)
- Cammy Bell, ex calciatore scozzese (Dumfries, n. 1986)
- Charles Oliver Bell, calciatore e allenatore di calcio inglese (Dumfries, n. 1894 - Bournemouth, † 1939)
- Charles Bell, ex calciatore inglese (Middlesbrough, n. 1958)
- Colin Bell, calciatore inglese (Hesleden, n. 1946 - Manchester, † 2021)
- Eric Bell, calciatore inglese (Manchester, n. 1929 - Manchester, † 2012)
- Gary Bell, ex calciatore inglese (Stourbridge, n. 1947)
- Graham Bell, ex calciatore inglese (Middleton, n. 1955)
- Joe Bell, calciatore neozelandese (Bristol, n. 1999)
- Jack Bell, calciatore, allenatore di calcio e sindacalista britannico (Dumbarton, n. 1869 - Wallasey, † 1956)
- Jon Bell, calciatore statunitense (Rockville, n. 1997)
- Joseph-Antoine Bell, ex calciatore camerunese (Douala, n. 1954)
- Sam Bell, calciatore inglese (Bristol, n. 2002)
- Stefan Bell, calciatore tedesco (Andernach, n. 1991)

## Canoisti(1)
- Robin Bell, canoista australiano (Città del Capo, n. 1977)

## Cantanti(6)
- Andy Bell, cantante britannico (Peterborough, n. 1964)
- Slug Christ, cantante, rapper e produttore discografico statunitense (Atlanta, n. 1991)
- Chris Bell, cantante e chitarrista statunitense (Memphis, n. 1951 - † 1978)
- Kaylee Bell, cantante neozelandese (Waimate)
- Madeline Bell, cantante statunitense (Newark, n. 1942)
- William Bell, cantante statunitense (Memphis, n. 1939)

## Cantautori(3)
- Justin Guarini, cantautore e attore teatrale statunitense (Columbus, n. 1978)
- Thom Bell, cantautore e produttore discografico statunitense (Kingston, n. 1943 - Bellingham, † 2022)
- Toddla T, cantautore, disc jockey e produttore discografico britannico (Sheffield, n. 1985)

## Cantautrici(2)
- Chrysta Bell, cantautrice, modella e attrice statunitense (San Antonio, n. 1978)
- Maggie Bell, cantautrice britannica (Glasgow, n. 1945)

## Cestiste(4)
- Kenisha Bell, cestista statunitense (Chicago, n. 1996)
- Kierstan Bell, cestista statunitense (Alliance, n. 2000)
- Nikita Bell, ex cestista statunitense (Columbus, n. 1983)
- Tombi Bell, ex cestista americo-verginiana (Saint Croix, n. 1979)

## Cestisti(11)
- Bill Bell, cestista canadese (Revelstoke, n. 1927 - Victoria, † 2016)
- Whitey Bell, ex cestista statunitense (Monticello, n. 1932)
- Amir Bell, cestista statunitense (East Brunswick, n. 1996)
- David Bell, ex cestista statunitense (Oakland, n. 1981)
- Dennis Bell, ex cestista statunitense (Cincinnati, n. 1951)
- Jordan Bell, cestista statunitense (Long Beach, n. 1995)
- Raja Bell, ex cestista americo-verginiano (Saint Croix, n. 1976)
- Rashad Bell, ex cestista statunitense (New York, n. 1982)
- Ryan Bell, ex cestista canadese (Orleans, n. 1984)
- Terrell Bell, ex cestista statunitense (Athens, n. 1973)
- Troy Bell, ex cestista statunitense (Minneapolis, n. 1980)

## Chirurghi(3)
- Benjamin Bell, chirurgo scozzese (Dumfries, n. 1749 - Edimburgo, † 1806)
- Charles Bell, chirurgo, anatomista e neurologo britannico (Edimburgo, n. 1774 - Worcester, † 1842)
- John Bell, chirurgo scozzese (Edimburgo, n. 1763 - Roma, † 1820)

## Chitarristi(3)
- Andy Bell, chitarrista e bassista gallese (Cardiff, n. 1970)
- Brian Bell, chitarrista statunitense (Iowa City, n. 1968)
- Eric Bell, chitarrista britannico (Belfast, n. 1947)

## Comiche(1)
- Jillian Bell, comica, attrice e sceneggiatrice statunitense (Las Vegas, n. 1984)

## Crickettisti(1)
- Ian Bell, crickettista inglese (Coventry, n. 1982)

## Critici d'arte(1)
- Clive Bell, critico d'arte britannico (n. 1881 - † 1964)

## Danzatori(1)
- Aran Bell, ballerino statunitense (Bethesda, n. 1998)

## Dirigenti d'azienda(1)
- Timothy Bell, manager britannico (Londra, n. 1941 - Londra, † 2019)

## Doppiatori(1)
- Michael Bell, doppiatore, attore e direttore del doppiaggio statunitense (New York, n. 1938)

## Economiste(1)
- Marilyn Douala Bell, economista camerunese (Douala, n. 1957)

## Egittologi(1)
- Idris Bell, egittologo britannico (Epworth, n. 1879 - Aberystwyth, † 1967)

## Fisici(1)
- John Stewart Bell, fisico britannico (Belfast, n. 1928 - Ginevra, † 1990)

## Fotografi(1)
- William Bell, fotografo statunitense (Liverpool, n. 1830 - Filadelfia, † 1910)

## Fumettisti(1)
- Steve Bell, fumettista inglese (Walthamstow, n. 1951)

## Giocatori di baseball(2)
- Cool Papa Bell, giocatore di baseball statunitense (Starkville, n. 1903 - St. Louis, † 1991)
- Josh Bell, giocatore di baseball statunitense (Irving, n. 1992)

## Giocatori di football americano(16)
- Anthony Bell, ex giocatore di football americano statunitense (Miami, n. 1964)
- Blake Bell, giocatore di football americano statunitense (Wichita, n. 1991)
- Byron Bell, giocatore di football americano statunitense (Greenville, n. 1989)
- David Bell, giocatore di football americano statunitense (Indianapolis, n. 2000)
- D'Anthony Bell, giocatore di football americano statunitense (Covington, n. 1996)
- Greg Bell, ex giocatore di football americano statunitense (Columbus, n. 1962)
- Jaheim Bell, giocatore di football americano statunitense (Lake City, n. 2001)
- Kendrell Bell, ex giocatore di football americano statunitense (Augusta, n. 1980)
- Marcus Bell, ex giocatore di football americano statunitense (St. Johns, n. 1977)
- Mark Bell, ex giocatore di football americano statunitense (Wichita, n. 1957)
- Markquese Bell, giocatore di football americano statunitense (Bridgeton, n. 1998)
- Mike Bell, ex giocatore di football americano statunitense (Wichita, n. 1957)
- Ricky Bell, giocatore di football americano statunitense (Houston, n. 1955 - Los Angeles, † 1984)
- Ronnie Bell, giocatore di football americano statunitense (Kansas City, n. 2000)
- Travis Bell, giocatore di football americano statunitense (Montgomery, n. 1998)
- Vonn Bell, giocatore di football americano statunitense (Chattanooga, n. 1994)

## Giocatori di poker(1)
- Chris Bell, giocatore di poker statunitense (St. Pauls, n. 1971)

## Giornalisti(2)
- Adrian Bell, giornalista inglese (n. 1901 - † 1980)
- Martin Bell, giornalista, ex politico e funzionario britannico (Redisham, n. 1938)

## Giuristi(1)
- George Joseph Bell, giurista scozzese (Fountain Bridge, n. 1770 - † 1843)

## Illustratrici(1)
- Julie Bell, illustratrice, fotografa e pittrice statunitense (Beaumont, n. 1958)

## Ingegneri(3)
- Alexander Graham Bell, ingegnere, inventore e scienziato britannico (Edimburgo, n. 1847 - Beinn Bhreagh, † 1922)
- Bob Bell, ingegnere britannico (Belfast, n. 1958)
- Gordon Bell, ingegnere, imprenditore e dirigente d'azienda statunitense (Kirksville, n. 1934 - Coronado, † 2024)

## Lunghisti(1)
- Greg Bell, lunghista statunitense (Terre Haute, n. 1930 - Logansport, † 2025)

## Medici(1)
- Joseph Bell, medico britannico (Edimburgo, n. 1837 - Edimburgo, † 1911)

## Mezzofondiste(1)
- Georgia Bell, mezzofondista britannica (Londra, n. 1993)

## Mezzofondisti(1)
- Wade Bell, mezzofondista statunitense (Ogden, n. 1945 - Eugene, † 2024)

## Musicisti(3)
- Burton C. Bell, musicista statunitense (Houston, n. 1969)
- Carl Bell, musicista, compositore e produttore discografico statunitense (Kenton, n. 1967)
- Derek Bell, musicista britannico (Belfast, n. 1935 - Phoenix, † 2002)

## Nuotatori(1)
- Grayson Bell, nuotatore australiano (Southport, n. 1997)

## Nuotatrici(1)
- Lynette Bell, ex nuotatrice australiana (n. 1947)

## Pallavoliste(1)
- Katherine Bell, pallavolista statunitense (San Diego, n. 1993)

## Pattinatrici artistiche su ghiaccio(1)
- Mariah Bell, pattinatrice artistica su ghiaccio statunitense (Tulsa, n. 1996)

## Piloti automobilistici(1)
- Derek Bell, ex pilota automobilistico britannico (Pinner, n. 1941)

## Piloti motociclistici(1)
- Artie Bell, pilota motociclistico britannico (Belfast, n. 1914 - † 1972)

## Pistard(1)
- Lauren Bell, pistard britannica (Forres, n. 1999)

## Pittori(1)
- Robert Anning Bell, pittore e illustratore britannico (Londra, n. 1863 - † 1933)

## Pittrici(1)
- Vanessa Bell, pittrice britannica (Londra, n. 1879 - Charleston Farmhouse, † 1961)

## Poeti(1)
- Julian Bell, poeta e scrittore britannico (n. 1908 - † 1937)

## Politici(4)
- Griffin Bell, politico statunitense (Americus, n. 1918 - Atlanta, † 2009)
- John Bell, politico e avvocato statunitense (Nashville, n. 1797 - Contea di Dickson, † 1869)
- Terrel Bell, politico statunitense (Lava Hot Springs, n. 1921 - Salt Lake City, † 1996)
- Wesley Bell, politico statunitense (Contea di St. Louis, n. 1974)

## Presbiteri(1)
- Andrew Bell, prete scozzese (St Andrews, n. 1753 - Cheltenham, † 1832)

## Registi(2)
- Monta Bell, regista, produttore cinematografico e montatore statunitense (Washington, n. 1891 - Los Angeles, † 1958)
- William Brent Bell, regista e sceneggiatore statunitense (Lexington, n. 1970)

## Rugbisti a 15(1)
- Jonathan Bell, rugbista a 15, insegnante e allenatore di rugby a 15 britannico (Belfast, n. 1974)

## Sceneggiatori(1)
- Jeffrey Bell, sceneggiatore, produttore televisivo e regista statunitense (Indiana)

## Sciatori alpini(2)
- Graham Bell, ex sciatore alpino britannico (Akrotiri, n. 1966)
- Martin Bell, ex sciatore alpino britannico (Akrotiri, n. 1964)

## Sciatrici alpine(1)
- Reece Bell, sciatrice alpina britannica (n. 2001)

## Scrittori(1)
- Jay Bell, scrittore statunitense (Merriam, n. 1977)

## Scultori(1)
- Larry Bell, scultore statunitense (Chicago, n. 1939)

## Sociologi(1)
- Daniel Bell, sociologo statunitense (New York, n. 1919 - Cambridge, † 2011)

## Storici dell'arte(1)
- Quentin Bell, storico dell'arte e scrittore britannico (Londra, n. 1910 - Sussex, † 1996)

## Terroristi(1)
- Ivor Bell, terrorista irlandese (Belfast)

## Traduttrici(1)
- Anthea Bell, traduttrice inglese (Suffolk, n. 1936 - Londra, † 2018)

## Velociste(1)
- Jane Bell, velocista, ostacolista e giavellottista canadese (Toronto, n. 1910 - Fort Myers, † 1998)

## Vescovi anglicani(1)
- George Bell, vescovo anglicano britannico (Hayling Island, n. 1883 - Canterbury, † 1958)

## Violinisti(1)
- Joshua Bell, violinista statunitense (Bloomington, n. 1967)

## Wrestler(2)
- Don Eagle, wrestler e pugile canadese (Kahnawake, n. 1925 - Kahnawake, † 1966)
- Mia Yim, wrestler statunitense (Los Angeles, n. 1989)

## Zoologi(1)
- Thomas Bell, zoologo, chirurgo e scrittore britannico (Poole, n. 1792 - Selborne, † 1880)

## Senza attività specificata(3)
- Florence Bell, biofisica e biochimica britannica (Londra, n. 1913 - Hereford, † 2000)
- Jadin Bell, statunitense (La Grande, n. 1997 - Portland, † 2013)
- Joseph Bell, marittimo britannico (Maryport, n. 1861 - Oceano Atlantico, † 1912)